# Paul Revere & the Raiders
Paul Revere and the Raiders è un gruppo musicale garage rock statunitense fondato nel 1958. Ha goduto di particolare notorietà fino ai primi anni settanta. È stato una delle risposte americane alla British invasion musicale di metà anni sessanta.
Attivo dal 1958 al 1961 e poi ancora, in formazione diversa, dal 1962 al 1977, è tornato ad esibirsi come The Raiders in concerto e in disco dall'anno successivo. Formatosi nella città di Boise, in Idaho, ma poi sviluppatosi nell'area di Portland (Oregon), è conosciuto in particolare per il successo del 1971 Indian Reservation (The Lament of the Cherokee Reservation Indian), dedicato ai nativi americani.
Il 13 ottobre 2007 è stato inserito nella Oregon Music Hall of Fame.
Membri originari:
- Paul Revere Dick, organo
- Mark Lindsay, voce, sax
- Mike "Smitty", batteria
- Drake "Kid" Levin, chitarra elettrica
- Mike "Doc" Holliday, basso elettrico

## Storia
Il fondatore del gruppo - Paul Rever Dick - è omonimo del patriota della guerra d'indipendenza americana Paul Revere; in virtù di tale fatto, ed con stile slapstick, il gruppo usava esibirsi nei concerti indossando divise da soldato statunitense di fine XVIII secolo e accompagnando le performance con passi di danza.
Talvolta il batterista teneva una benda nera sull'occhio destro, come a simulare una ferita subita in combattimento. Questi travestimenti finivano per distrarre in parte l'attenzione rispetto alla qualità del proto-hard rock di cui costituivano l'avanguardia e che veniva restituito amplificato dagli allora moderni diffusori Vox.

### Origini
L'organico base era composto dagli strumenti basi del repertorio rock: voce, batteria, basso elettrico, chitarra elettrica, tastiere. Spesso veniva impiegato anche il sassofono. A metà del 1967, con tre album discografici disco d'oro al loro attivo, si trovarono ad essere il gruppo rock di punta - in termini di vendite - della Columbia Records.
Il loro album Greatest Hits è stato uno dei due album serviti come test al produttore discografico Clive Davis nella scelta del prezzo di listino da applicare a dischi di particolare impatto popolare (l'altro fu Bob Dylan's Greatest Hits di Bob Dylan).
Altri brani di successo del gruppo sono stati, oltre alle cover di alcuni classici del frat rock come Louie Louie, Steppin' Out e Just Like Me (del 1965), Hungry (del 1966) e Kicks (dello stesso anno, segnalato al 400.mo posto nella classifica del periodico Rolling Stone che raccoglie le 500 migliori canzoni di sempre) e Let Me (del 1969).
Inizialmente i Raiders iniziarono l'attività come gruppo strumentale rock guidato dall'organista Paul Revere Dick (nato il 7 gennaio 1938). L'idea di un gruppo rock classico nacque nel 1958 dall'incontro, a Caldwell (Idaho), fra Revere e il cantante Mark Lindsay (nato il 9 marzo 1942 a Eugene, Oregon). In principio il gruppo si chiamava The Downbeats, ma cambiò il nome in Paul Revere & The Raiders nel 1960 poco prima della distribuzione del primo disco prodotto dalla Gardena Records.
La band iniziò a tenere concerti e a vendere dischi soprattutto nell'area nordoccidentale del Pacifico. Il primo hit fu, nel 1961, Like, Long Hair. La canzone ebbe abbastanza successo in ambito nazionale da raggiungere la 38.ma posizione nelle Billboard charts il 17 aprile di quell'anno.
Quando Revere venne chiamato a fare il servizio militare scelse l'obiezione di coscienza e, forte della professionalità raggiunta gestendo una catena di ristoranti, andò a lavorare come cuoco e per un anno e mezzo in un istituto di salute mentale. Mark Lindsay invece rimase a gestire una pompa di benzina a Wilsonville (Oregon). Contestualmente riuscì a compiere tuttavia nell'estate 1961 una tournée con una band che aveva Leon Russell al pianoforte.
Dall'estate 1962, Revere e Lindsay tornarono a suonare insieme in Oregon con una formazione dei Raiders che comprendeva il batterista Mike "Smitty" Smith, che sarebbe rimasto con loro in due lunghi periodi distinti, e che fu reclutata con il nome "Paul Revere-something" dal disc jockey e produttore Roger Hart per una serie di spettacoli e feste danzanti giovanili.

### Louie Louie
Con Hart come manager, il gruppo incise per la sua etichetta SANDE una cover dello standard Louie Louie. L'incisione guadagnò al gruppo l'attenzione della Columbia Records.
Secondo il racconto di Mark Lindsay, i Northwest Raiders erano un gruppo di ragazzi bianchi che cercavano di fare del loro meglio per produrre un sound nero e fu con questo scopo che firmarono un contratto con la Columbia Records. Se siano stati i Raiders o i The Kingsmen ad incidere per primi Louie Louie è da sempre materia controversa; di certo, i due gruppi registrarono la loro rispettiva versione nei medesimi studi a Portland (Oregon).
A quel tempo, il gruppo comprendeva Revere, Lindsay, Smith, il chitarrista Drake "Kid" Levin e il bassista Mike "Doc" Holliday, che fu rimpiazzato ad inizio del 1965 da Phil Volk.
Nel 1965 il gruppo divenne una garage rock classica emulando, sotto la guida del produttore Terry Melcher, le sonorità tipiche dei gruppi British invasion come The Beatles, The Rolling Stones, The Dave Clark Five e The Animals, mescolate con quelle tipiche del R&B statunitense.
Il loro secondo disco singolo di interesse nazionale fu Just Like Me che nel 1965 raggiunse l'undicesima posizione in classifica. Fu anche il primo disco a presentare il caratteristico a solo delle chitarre di Drake "Kid" Levin.
Da allora la band è apparsa regolarmente in trasmissioni televisive su network nazionali (Where the Action Is, Happening '68 e It's Happening).

### Primi cambi di formazione
Questi gli elementi che si sono succeduti nel tempo nella band:
- Red Hughes (voce) 1958
- Mark Lindsay (voce, sassofono, autore, produttore) 1958-1975
- Dick McGarvin (batteria) 1958
- David Bell (batteria) 1958-1959
- Jerry Labrum (batteria) 1959-1961
- Robert White (chitarra) 1958-1961
- Richard White (chitarra) 1958-1961
- William Hibbard (basso elettrico) 1958-1961
- Andrea Loper (voce) 1960
- Mike "Smitty" Smith (batteria) 1962-1967; 1970-1972
- Ross Allemang (basso elettrico) 1962-1963
- Steve West (chitarra guida) 1962
- Dick Walker (chitarra guida) 1962-1963
- Drake "Kid" Levin (chitarra guida) 1963-1966; 1967
- Jim "Harpo" Valley (chitarra guida) 1966-1967
- Phil "Fang" Volk (basso elettrico) 1965-1967
- Mike "Doc" Holliday (basso elettrico) 1963-1965
- Charlie Coe (chitarra guida) 1963; (basso elettrico) 1967-1968
- Joe Correro, Jr. (batteria) 1967-1970
- Keith Allison (basso elettrico, autore) 1968-1975
- Ron Foos (basso elettrico) dal 1976
- Freddy Weller (chitarra guida) 1967-1973
- Omar Martinez (batteria, voce) 1971-2007
- Robert Wooley (tastiere) 1971-1978
- Michael Bradley (voce) tardi anni settanta-1983
- Carlo Driggs (voce) 1983-2006
- Jamie Revere (chitarre) anni ottanta-metà anni novanta

I primi cambi importanti si ebbero nel 1966 quando il chitarrista Drake "Kid" Levin lasciò il gruppo per entrare nella National Guard. Fu rimpiazzato da Jim Valley, un musicista attivo nell'area di Portland e Seattle. Valley era soprannominato "Harpo" dai compagni del gruppo per via della sua somiglianza con l'attore Harpo Marx.
Nella seconda metà degli anni sessanta il gruppo incise diversi hit inclusi Kicks (Billboard Pop Chart numero 4), Hungry (numero 6), The Great Airplane Strike (numero 20), Good Thing (numero 20) e Him or Me - What's It Gonna Be? (numero 5).
Di questi brani, Kicks (originariamente scritto per The Animals) divenne il più conosciuto di questo gruppo, anche per il messaggio contro l'uso delle sostanze stupefacenti contenuto nel testo di Barry Mann e Cynthia Weil (Mann ha raccontato poi in un'intervista che la canzone fu scritta riguardo ad un loro amico, il cantautore Gerry Goffin, all'epoca sposato con Carole King, alle prese con problemi di droga Carole King).
All'apice della popolarità, i Raiders persero tre degli elementi base, Jim Valley, Phil Volk e Mike Smith. L'abbandono avvenne principalmente per divergenze sullo stile musicale da seguire per contrastare le band emergenti e per il fatto che nelle registrazioni in studio si ricorreva pesantemente all'utilizzazione di sessionmen.
Il primo a lasciare fu Valley, che si avviò ad una carriera da solista. Fu rimpiazzato da Freddy Weller. Con la formazione composta da Revere, Lindsay, Weller, Volk e Smith il gruppo fece il 30 aprile 1967 la sua unica apparizione al The Ed Sullivan Show. Il mese successivo, a lasciare il gruppo furono Volk e Smith i quali l'anno successivo si unirono al chitarrista Drake "Kid" Levin, già nei Raiders, per formare il gruppo The Brotherhood. Charlie Coe, chitarrista dei Raiders nell'anno 1963, ritornò ad unirsi al gruppo come bassista mentre Joe Correro, Jr. divenne il nuovo batterista.

### L'era "Happening"
Sebbene i gusti musicali dalla metà degli anni sessanta fossero notevolmente mutati, il gruppo continuò ad avere diversi hit in classifica per tutto il resto del decennio: I Had A Dream (1967 - numero 20), Too Much Talk (1968 - numero 18, numero 11 su Cash Box), Don't Take it So Hard (1968 - numero 27), Cinderella Sunshine e Mr. Sun, Mr. Moon (1968 - numero 18).
Il 6 gennaio 1968, quattro mesi dopo la cancellazione del precedente programma Where The Action Is, Paul Revere e Mark Lindsay furono chiamati con i Raiders a condurre un nuovo programma settimanale prodotto da Dick Clark, Happening '68 (poi abbreviato in Happening e divenuto modello ispiratore dello slogan della American Broadcasting Company)). La serie televisiva fu integrata da luglio a settembre da una striscia quotidiana chiamata It's Happening.
Ad agosto, il gruppo dovette registrare l'abbandono (il secondo) del bassista Charlie Coe, che venne rimpiazzato da Keith Allison. Mark Lindsay assunse una posizione di maggiore controllo sull'operato della band producendo in prima persona tutte le incisioni, a partire da Too Much Talk, del 1968, e dall'album psichedelico Something Happening.
Lo stile impresso da Lindsay alla musica dei Raiders era particolarmente ravvisabile in singoli come Let Me (1969 - numero 20 - disco d'oro) e album come Hard 'N' Heavy (with marshmallow) e Alias Pink Puzz. Il successo di Let Me favorì, nella primavera del 1969, un tour in Europa dei Paul Revere and the Raiders in compagnia dei Beach Boys. Nell'occasione il gruppo registrò due canzoni per il programma storico tedesco Beat-Club.

### Anni settanta: il passaggio al country-rock
Nel tentativo di rinnovare l'immagine della band, il nome venne abbreviato nel 1970 in The Raiders. L'album di quell'anno, Collage, fu invece il tentativo - non riuscito - di spostare le sonorità dei Raiders in un'altra direzione. Nonostante le buone critiche di Lenny Kaye su Rolling Stone l'album - e il singolo Just Seventeen (numero 70) che serviva da lancio, si rivelarono un fallimento sotto l'aspetto commerciale.
Mark Lindsay ritornò quindi a sviluppare progetti da solista mentre Joe Correro lasciò il gruppo alla fine del tour primaverile per essere rimpiazzato dal suo predecessore Mike "Smitty" Smith.
La canzone Freeborn Man, scritta da Lindsay e dal bassista Keith Allison, ha segnato il passaggio del gruppo alla fase country rock, ed è diventata uno standard eseguito in cover da diversi artisti fra cui gli Outlaws, Junior Brown e Glen Campbell.
Il maggiore successo del gruppo firmato come The Raiders, è stato Indian Reservation (The Lament of the Cherokee Reservation Indian): pubblicato come singolo nel 1971, raggiunse il primo posto in classifica vendite Billboard Hot 100 e terzo nella Official Singles Chart e fu premiato con il disco d'oro. 
Le notizie che si hanno sulla sua registrazione sono controverse: secondo taluni il brano fu registrato in un'unica sessione dal solo Mark Lindsay mentre altre fonti accreditano erroneamente la voce guida a Freddy Weller, che registrò invece, all'incirca nello stesso periodo, una propria versione del brano dei Cowsills Indian Lake.
Per promuovere il brano, ad ogni buon conto, Revere si sottopose ad un tour de force attraverso tutti gli Stati Uniti. Lo sforzo fu premiato tanto che il brano raggiunse la prima posizione, sia pure per una sola settimana, a luglio.. In termini di vendite, Indian Reservation è stato per la Columbia Records il singolo di maggiore successo per molti anni, con oltre sei milioni di copie vendute, trainando l'album omonimo Indian Reservation tra i Top 20 (un altro singolo dell'Lp, Birds of a Feather, raggiunse la 24.ma posizione in classifica). Nel medesimo periodo i Raiders inclusero nell'organico il batterista Omar Martinez e il tastierista Bob Wooley.
Nel 1972 il gruppo chiese una particolare promozione per un album pop in grado di lanciarli su scala internazionale - Country Wine - ma l'operazione fu ostacolata dalla scarsa disponibilità della Columbia, impegnata a promuovere altri artisti come Blue Öyster Cult e Aerosmith. Continuò tuttavia a incidere singoli per la casa discografica fino alla scadenza contrattuale del 1975. I loro ultimi singoli di rilievo furono Country Wine (1972 - numero 52), Powder Blue Mercedes Queen (1972 - numero 54), Song Seller (1972 - numero 96), Love Music (1973 - numero 97) e All Over You (1974 - non classificato).
Freddy Weller e Mike Smith lasciarono il gruppo alla vigilia di Capodanno del 1972, e Weller venne sostituito dal chitarrista Doug Heath. Con la conclusione della prima fase di carriera, i Raiders videro diminuire le occasioni per esibirsi in concerto, limitandosi a suonare in piccoli locali e per particolari circostanze come gruppo revival. Se Revere dimostrava di accettare di buon grado tale situazione, non altrettanto poteva dirsi per lo scalpitante Mark Lindsay, frustrato per la piega che aveva assunto la carriera del gruppo.

### Il dopo-Lindsay
La formazione del gruppo è cambiata dal 1975 con l'abbandono di Mark Lindsay che ha proseguito la carriera solista registrando singoli per la Warner Bros. e dedicandosi alla composizione di musiche per film e pubblicità. Si è occupato anche di produzione alla United Artists Records. Un altro componente, Keith Allison, ha lasciato il gruppo nello stesso anno, ed è stato rimpiazzato dal bassista Ron Foos.
I Raiders ebbero un ruolo importante nei festeggiamenti del 4 luglio 1976 per il Bicentenario degli Stati Uniti. In quella circostanza, e con sfarzo clamoroso, Revere si sposò per la seconda volta. Revere annunciò il ritiro dalle scene alla fine di quell'anno, ma disattese l'annuncio tornando due anni dopo a tenere concerti con una nuova formazione dei Raiders.
Il quintetto composto da Paul Revere, Mark Lindsay, Drake Levin, Phil Volk e Mike Smith si riunì nel 1979 per uno show televisivo nazionale, suonando un medley dei principali successi. Nello stesso anno il brano Indian Reservation fu inciso dal gruppo tedesco Orlando Riva Sound.
Il punk rock e la new wave degli anni ottanta hanno ricavato un forte impatto dalla musica dei Raiders con numerosi brani incisi in cover: (I'm Not Your) Steppin' Stone (Sex Pistols e Minor Threat), incisa anche da The Monkees, Just Like Me (The Circle Jerks, Joan Jett e Pat Benatar), Louie, Go Home (David Bowie, per The Who divenuta Lubie, Go Home), Hungry (Sammy Hagar. The Flamin' Groovies hanno inciso due canzoni dei Raiders, Him or Me, What's it Gonna Be? e Ups and Downs, mentre The Morrells hanno fatto un arrangiamento country di Ups and Downs.
Infine, il Paisley Underground, il garage rock revival e lo stile del movimento Seattle Sound (il grunge) molto debbono all'influenza avuta dai Raiders.
Revere ha continuato ad esibirsi con una formazione relativamente stabile dei Raiders per tutti gli anni ottanta e i novanta distribuendo occasionalmente nuove incisioni autoprodotte, come Special Edition del 1983, con Michael Bradley alle voci, e Paul Revere Rides Again distribuito nello stesso anno attraverso i punti vendita Radio Shack.
Un home video della MCA Universal, prodotto nel 1996 e intitolato The Last Madman of Rock 'N' Roll (Gli ultimi svitati del Rock 'N' Roll) ricorda le gesta del gruppo. Il figlio di Revere - Jamie - si è unito al gruppo come chitarrista per diversi anni durante gli anni novanta (compare in Generic Rock & Roll, del 1992 e in Generic Rock 2, del 1996).
Nel 1997, il gruppo storico al completo, pur privo di Revere, si è esibito - in costume di scena - a Portland in un concerto commemorativo dei trent'anni di carriera, sulle note dell'album Midnight Ride. Uno dei componenti, Mike Smith, è morto quattro anni dopo, nel 2001, all'età di cinquantanove anni.
Nel 2001, i Raiders hanno pubblicato Ride to the Wall, un album con diverse canzoni inedite abbinate a successi degli anni sessanta, i cui proventi sono stati destinati ad aiutare i veterani della guerra del Vietnam. Nella circostanza, il gruppo si è esibito nel Rolling Thunder's Memorial Day event tenuto a Washington.
Paul e i new Raiders hanno continuato a tenere concerti mentre Keith Allison, musicista del gruppo dal 1968 al 1975, ha proseguito la carriera come attore, partecipando fra l'altro al film Gods and Generals alla cui colonna sonora ha collaborato anche Bob Dylan.
Nel 2000 la casa discografica Sundazed Records ha pubblicato un doppio CD intitolato Mojo Workout che focalizza lo stile R&B e soul dei primi dischi incisi in carriera dai Raiders per la Columbia.
Tutti gli ex componenti del gruppo - tranne il chitarrista Drake Levin, morto per cancro a sessantadue anni, a San Francisco, il 4 luglio 2009 - hanno proseguito e proseguono attività soliste operando in vari stati degli USA.

## Discografia
Sono indicate le posizioni in classifica secondo Billboard (BB) Cash Box (CB).

### Singoli 1960-1964
- Beatnik Sticks / Orbit (The Spy) (Gardena 106) 1960
- Paul Revere's Ride / Unfinished Fifth (Gardena 115) 1961
- Like, Long Hair (BB numero 38, CB numero 30) / Sharon (Gardena 116) 1961
- Like Charleston / Midnight Ride (Gardena 118) 1961
- All Night Long / Groovy (Gardena 124) 1961
- Like Bluegrass / Leatherneck (Gardena 127) 1962
- Shake It Up (Pt 1) / Shake It Up (Pt 2) (Gardena 131) 1962
- Tall Cool One / Road Runner (Gardena 137) 1962
- So Fine / Blues Stay Away (Jerden 807) 1963
- Louie, Louie / Night Train (Sande 101) 1963
- Louie, Louie (BB numero 103) / Night Train (Columbia 42814) 1963
- Louie, Louie Go Home (BB numero 118) / Have Love Will Travel (Columbia 43008) 1964
- Over You (BB numero 133) / Swim (Columbia 43114) 1964
- Ooh Poo Pah Doo / Sometimes (BB numero 131) (Columbia 43273) 1964

### Singoli 1965-1971
- Steppin' Out (BB numero 46, CB numero 58) / Blue Fox (Columbia 43375) 1965
- Just Like Me (BB numero 11, CB numero 16) / B.F.D.R.F. Blues (Columbia 43461) 1965
- Kicks (BB numero 4, CB numero 3) / Shake It Up (Columbia 43556) 1966
- Hungry (BB numero 6, CB numero 10) / There She Goes (Columbia 43678) 1966
- The Great Airplane Strike (BB numero 20, CB numero 17) / In My Community (Columbia 43810) 1966
- Good Thing (BB numero 4, CB numero 5) / Undecided Man (Columbia 43907) 1966
- Ups And Downs (BB numero 22, CB numero 19) / Leslie (Columbia 44018) 1967
- Him Or Me, What's It Gonna Be (BB numero 5, CB numero 9) / Legend of Paul Revere (Columbia 44094) 1967
- I Had A Dream (BB numero 17, CB numero 14) / Upon Your Leaving (Columbia 44227) 1967
- Io sogno te (I Had A Dream) / Little Girl (Little Girl In The 4th Row) (CBS, 3035) 1967; pubblicato solo in Italia
- Peace Of Mind (BB numero 42, CB numero 35) / Do Unto Others (US numero 102) (Columbia 44335) 1967
- Rain, Sleet, Snow / Brotherly Love (Columbia 44376) 1967
- Too Much Talk (US numero 19, CB numero 11) / Happening '68 (Columbia 44444) 1968
- Don't Take It So Hard (BB numero 27, CB numero 21) / Observation From Flight 285 (In 3/4 Time) (Columbia 44553) 1968
- Cinderella Sunshine (BB numero 58, CB numero 47) / Theme From 'It's Happening' (Columbia 44655) 1968
- Mr Sun, Mr Moon (BB numero 18, CB numero 15) / Without You (Columbia 44744) 1969
- Let Me (BB numero 20, CB numero 16) / I Don't Know (Columbia 44854) 1969
- We Gotta All Get Together (BB numero 50, CB numero 25) / Frankfort Side Street (Columbia 44970) 1969
- Just Seventeen (BB numero 82, CB numero 73) / Sorceress With Blue Eyes (Columbia 45082) 1970
- Gone Movin' On (BB numero 120, CB numero 92) / Interlude (To Be Forgotten) (Columbia 45150) 1970
- Indian Reservation (The Lament Of The Cherokee Reservation Indian) (BB numero 1, CB numero 1) / Terry's Tune (Columbia 45332) 1971
- Birds Of A Feather (BB numero 23, CB numero 13) / The Turkey (Columbia 45453) 1971

### Anni 1970 e seguenti
- Country Wine (BB numero 51, CB numero 28) / It's So Hard Getting Up Today (Columbia 45535) 1972
- Powder Blue Mercedes Queen (BB numero 54, CB numero 43) / Golden Girls Sometimes (Columbia 45601) 1972
- Song Seller (BB numero 96, CB numero 89) / A Simple Song (Columbia 45688) 1972
- Love Music (BB numero 97, CB numero 61) / Goodbye No. 9 (Columbia 45759) 1973
- (If I Had To Do It All Over Again, I'd Do It) All Over You / Seaboard Line Boogie (Columbia 45898) 1974
- Your Love (Is the Only Love)/Gonna Have a Good Time (Columbia 10126) 1975
- The British are Coming (20th Century) 1976
- Ain't Nothin' Wrong/You're Really Saying Something (Drive) 1976
- Kicks (Live '82) (RaiderAmerica) 1982
- Jingle Bells/ (b side by Dean Torrence and Mike Love) (Primore) 1983

### Riedizioni di singoli
- Louie Louie / Louie Go Home (Columbia Hall Of Fame 33082)
- Just Like Me / Kicks (Columbia Hall Of Fame 33098)
- Hungry / The Great Airplane Strike (Columbia Hall Of Fame 33106)
- Good Thing / Ups and Downs (Columbia Hall Of Fame 33111)
- Him Or Me, What's It Gonna Be / Steppin' Out (Columbia Hall Of Fame 33126)
- Don't Take It So Hard / Cinderalla Sunshine (Columbia Hall Of Fame 33137)
- Cinderella Sunshine / Mr. Sun Mr. Moon (Columbia Hall Of Fame 33162)
- Let Me / We Gotta All Get Together (Columbia Hall Of Fame 33171)
- Indian Reservation / Birds Of A Feather (Columbia Hall Of Fame 33200)

### Album
- Like, Long Hair—Gardena LP-G 1000—1961
- Paul Revere and the Raiders—Sande S-1001—1963
- Here They Come (BB numero 71, CB numero 71) -- Columbia CL 2307 (Mono)/CS 9107 (Stereo) -- 1964
- Just Like Us (BB numero 5, CB numero 6) -- Columbia CL 2451/CS 9251—1965
- Midnight Ride (BB numero 9, CB numero 9) -- Columbia CL 2508/CS 9308—1966
- In the Beginning—Jerden JRL-7004—1966
- The Spirit of '67 -- (BB numero 9, CB numero 6) -- Columbia CL 2595/CS 9395—1966
- Paul Revere and the Raiders Greatest Hits (BB numero 9, CB 'numero 6) -- Columbia KCL 2662/KCS 9462—1967
- Revolution! (BB numero 25, CB numero 20) -- Columbia CL 2721/CS 9521—1967
- A Christmas Present... And Past (BB Christmas classifiche numero 10) -- Columbia CL 2755/CS 9555—1967
- Goin' to Memphis (BB numero 61, CB numero 71) -- Columbia CL 2805/CS 9605—1968[19]
- Something Happening (BB numero 122, CB numero 69) -- Columbia CS 9665—1968
- Hard 'N Heavy (with Marshmallow) (BB numero 51, CB numero 37) -- Columbia CS 9753—1969[20]
- Two All-Time Great Selling LP's (BB numero 166) -- Columbia GP 12—1969[21]
- Alias Pink Puzz (BB numero 48, CB numero 54) -- Columbia CS 9905—1969
- Paul Revere and the Raiders Featuring Mark Lindsay—Harmony KH 30089—1970
- Collage (BB numero 154, CB numero 75) -- Columbia CS 9964—1970
- Good Thing—Harmony KH 30975—1971
- The Raiders Greatest Hits, Vol II—Columbia C 30386—1971
- Indian Reservation (BB numero 19, CB numero 26) -- Columbia C 30768—1971
- Movin' On—Harmony KH 31183—1972
- Country Wine (CB numero 104) -- Columbia KC 31196—1972
- All Time Greatest Hits (BB numero 143, CB numero 136) -- Columbia kg 31464—1972
- Special Edition Featuring Michael Bradley (Raider) 1982
- Great Raider Reunion (ERA) 1983
- Paul Revere Rides Again (Hitbound) 1983
- Generic Rock Album 1984
- Still Live 1984
- The Legend Of Paul Revere—Columbia/Legacy 45311—1990[22]
- Spirit of '67 (Sundazed SC 6095) 1996
- Revolution! (Sundazed SDZ 6096) 1996
- Something Happeneing (Sundazed SC 6097) 1997
- Just Like Us! (Sundazed SC 6127) 1998
- Midnight Ride (Sundazed SC 6135) 2000
- Goin' To Memphis (Sundazed SC 6136) 2000
- Hard 'n' Heavy (with marshmallow) (Sundazed SC 6137) 2000
- Mojo Workout (Sundazed 11097) 2000[23]
- Alias Pink Puzz (Sundazed SC 6138) 2001[24]
- Something Happening (Repertoire) 2001
- Ride to the Wall (Rhino) 2001
- Hard 'N' Heavy (Repertoire) 2003
- Ride to the Wall Vol. 2 (Rhino) 2005
- Anthology Kicks! 1963-1972 (Raven Records/AUS) 2005